# Xavier Capellas
Xavier Capellas (Rubí, 18 de setembre de 1962) és un compositor i orquestrador català.
Des de jove es va interessar pel jazz i va participar en el Festival de Jazz de Sant Sebastià el 1984 al costat d'un grup amb el qual va obtenir el primer premi d'aquesta edició. Gràcies a un dels seus germans, realitzador d'audiovisuals, es va iniciar en la composició per a, més tard, estudiar en el Berklee College of Music on va obtenir el títol de Film Scoring. Més tard va realitzar un màster en composició en la University of Southern California a Los Angeles, Estats Units. Després es va dedicar professionalment a treballar per a la publicitat, la televisió i el cinema.
Entre els seus treballs es troben la música original de les pel·lícules La vida que te espera, Obaba, Hormigas en la boca, Otros días vendrán, Ciudad en celo i Hotel Tívoli, entre d'altres, ha estrat orquestrador per a pel·lícules com Nadie conoce a nadie, The Others o Mar adentro.

## Filmografia
- 1989: Puta misèria!
- 1991: Què t'hi jugues, Mari Pili?
- 1999: Goomer
- 2000: Faust: La revenja és a la sang
- 2003: Beyond Re-Animator
- 2004: La vida que te espera
- 2005: Obaba
- 2005: Hormigas en la boca
- 2007: Sultanes del Sur
- 2010: Bruc. La llegenda
- 2010: Pelotas
- 2012: Imperium
- 2014: El Cafè de la Marina
- 2015: Merlí
- 2016: L'adopció
- 2018: Merlí: Sapere aude

## Nominacions
- Nominat a les Medalles del Cercle d'Escriptors Cinematogràfics de 2005.[2]
- Nominat als Premis Gaudí de 2012 per Bruc. La llegenda.[3]
- Nominat als Premis Gaudí de 2016 per L'adopció.[4]